# پریان بدبو
پریان بدبو (نام علمی: Pachyptila crassirostris) نام یک گونه از سرده پریان است.